# Heinz Wallberg

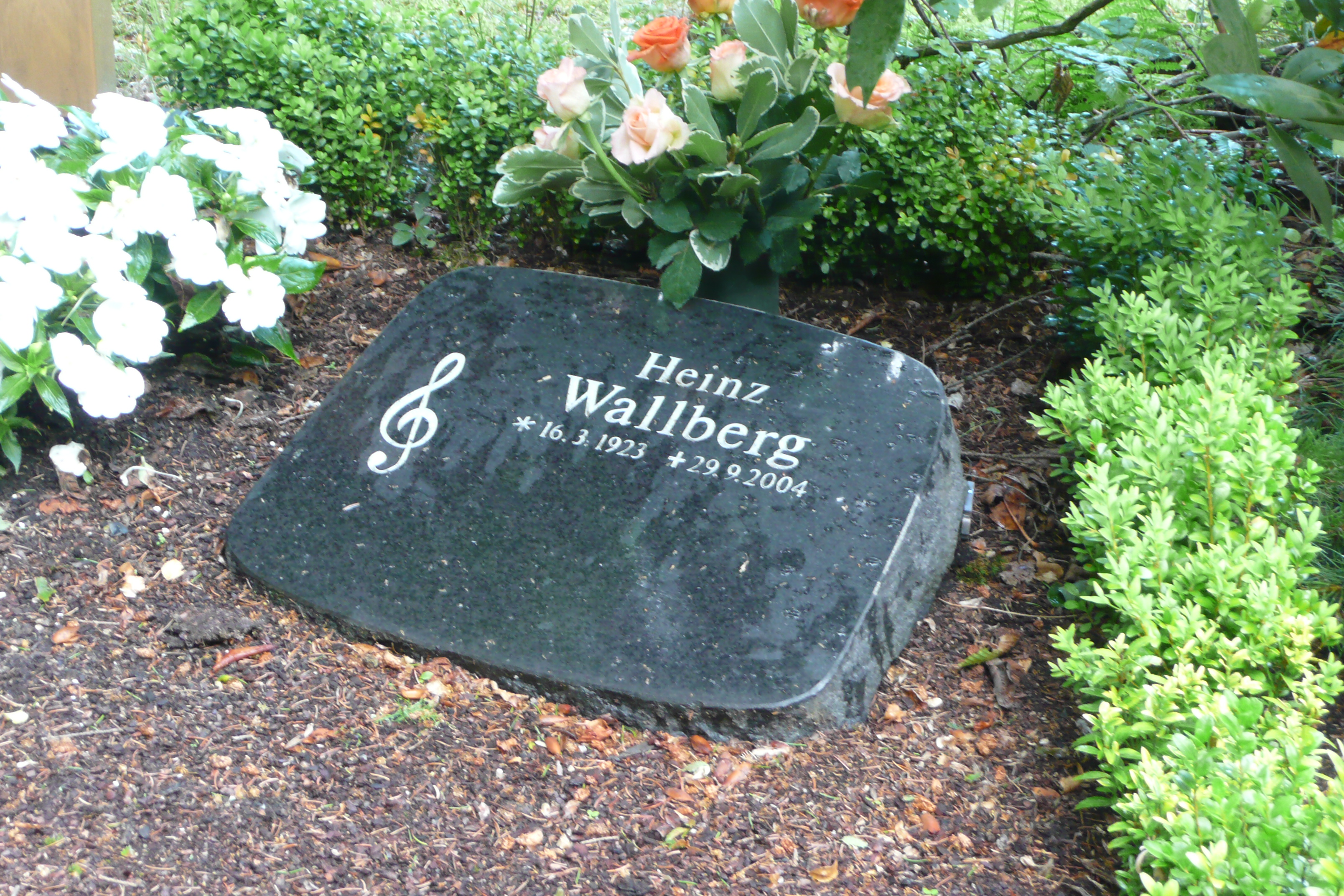
Grabstätte auf dem Friedhof Bredeney in Essen

Heinz Wallberg (* 16. März 1923 in Herringen (heute Hamm); † 29. September 2004 in Essen) war ein deutscher Dirigent, Kapellmeister und Generalmusikdirektor.

## Biografie
Wallberg studierte Musik in Dortmund und Köln, konnte anschließend bei Orchestern in Köln und Darmstadt Praxis erwerben, bemerkenswerterweise nacheinander auf zwei Instrumenten: als Geiger wie als Solo-Trompeter. Seine Karriere als Dirigent begann mit Positionen an kleineren deutschen Theatern, etwa in Münster, Trier und Hagen.
Nach Ende des Zweiten Weltkrieges wirkte er maßgeblich am kulturellen Wiederaufbau mit. Er war ab 1954 musikalischer Leiter an den Städtischen Bühnen Augsburg, von 1955 bis 1960 Chefdirigent des Staatsorchesters und Generalmusikdirektor am Theater Bremen und von 1961 bis 1974 Generalmusikdirektor am Staatstheater Wiesbaden. Er leitete parallel dazu von 1964 bis 1975 auch das Niederösterreichische Tonkünstler-Orchester in Wien. Von 1975 bis 1991 war er Chefdirigent der Essener Philharmoniker und von 1975 bis 1982 zugleich des Münchner Rundfunkorchesters.
Im Laufe seiner Karriere wirkte Wallberg bei den Salzburger Festspielen mit und hat am Pult bedeutender Opernhäuser in vier Kontinenten gestanden, ebenso wie er als Konzertdirigent die bedeutendsten Orchester geleitet hat; dazu gehören auch die großen Klangkörper der ehemaligen Sowjetunion in Moskau und Leningrad. Allein an der Wiener Staatsoper hat er mehr als 450 Vorstellungen und im Wiener Musikvereinssaal fast 500 Konzerte dirigiert. In den großen europäischen Festspielstädten war Heinz Wallberg ebenso ein stets gern gesehener Gastdirigent wie seit fast vier Jahrzehnten beim NHK-Sinfonieorchester in Tokio.
Wallbergs Interpretationskunst ist auf mehr als 100 Schallplatten dokumentiert, darunter 16 Opern-Gesamtaufnahmen, und in über  100 Fernseh-Produktionen. Schon 1959 leitete er die Wiener Symphoniker, den Wiener Singverein und Solisten der Wiener Staatsoper in einem Festkonzert vor Papst Johannes XXIII. im römischen Petersdom, das von 25 Fernsehsendern in alle Welt übertragen wurde.
Das Repertoire des Dirigenten umfasste nicht nur die Werke der großen Tradition; in der zweiten Hälfte des 20. Jahrhunderts leitete er Uraufführungen von Opern von Werner Egk, Frank Martin und Rudolf Wagner-Régeny. Aus dem älteren Repertoire setzte er sich immer wieder auch für selten gespielte und vergessene Werke ein wie La Bohème von Ruggiero Leoncavallo und Jaromír Weinbergers Schwanda, der Dudelsackpfeifer, dessen Gesamtaufnahme 1982 für den Grammy Award nominiert wurde.
Wallberg galt während vier Jahrzehnten als einer der erfolgreichsten Dirigenten seiner Generation. Bekannt sind vor allem seine Interpretationen der Symphonien Anton Bruckners.

## Auszeichnungen
- 1965: Professoren-Titel für Verdienste um das österreichische Musikleben
- 1969: Bundesverdienstkreuz 1. Klasse
- 1998: Großes Silbernes Ehrenzeichen für Verdienste um die Republik Österreich[2]
- Wallberg war Ehrenmitglied der Essener Philharmoniker.